# Айзкраукльський район
Айзкраукльський район (латис. Aizkraukles rajons) — колишній адміністративний район Латвії, в Відземе і Селонії, межував з Бауським, Огрським, Мадонським, Єкабпілським районами Латвії та Литвою.
Адміністративний центр району — місто Айзкраукле.
Площа району — 2 566,8 км².